# Gawriłkowo (obwód wołogodzki)
Gawriłkowo (ros. Гаврилково) – wieś w Rosji, w rejonie mieżdurieczeńskim obwodu wołogodzkiego. W 2010 r. liczyła 90 mieszkańców.